# Opération Nahshon

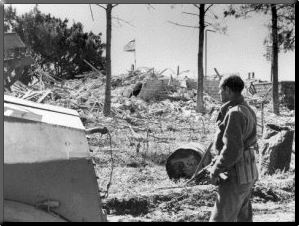
Soldat de la Haganah dans le village de Qastel le 5 avril 1948

L'opération Nahshon (ou « Nahchon », Operation Nachshon en anglais, מבצע נחשון en hébreu) est une opération militaire menée par la Haganah entre le 2 et le 20 avril 1948 pendant le conflit judéo-arabe de 1947-1949. Elle tire son nom de Nahchon ben Aminadav (נחשון בן עמינדב) personnage qui, selon le récit biblique, fut le premier à entrer dans la mer Rouge avant qu'elle ne s'ouvre, lors de la sortie d'Égypte des Hébreux durant l'Exode.
L'opération permet pendant 15 jours de lever le siège auquel est soumis la communauté juive de Jérusalem et de ravitailler celle-ci. Elle a pour autre conséquence la mort du leader militaire palestinien Abdel Kader al-Husseini. Le massacre de Deir Yassin se produit à la même époque et dans la même zone et fait partie du nettoyage ethnique mené par les forces du Yichouv en Palestine.

## Contexte
Fin mars, les troupes d'Abd al-Kader al-Husseini empêchent les convois de ravitaillement d'atteindre Jérusalem. La ville est assiégée et la population juive est rationnée. Dans le contexte du plan Daleth, David Ben Gourion décide de lancer l'opération Nachshon pour désenclaver et ravitailler la ville. Pour garantir le passage du ravitaillement à travers des dizaines de villages arabes, la méthode retenue est le nettoyage ethnique : expulsions massives et soudaines pour débloquer les routes. Selon Uri Ben-Ari, l’un des objectifs de l’opération est également la fusion des diasporas : les Juifs anciennement installés combattent aux côtés des nouveaux immigrants. Ben-Ari écrit dans ses mémoires qu’il considérait les villageois palestiniens comme des nazis.
Le commandement de la partie militaire de l'opération est confié à Shimon Avidan (en), le commandant de la 5e brigade Guivati, qui engage dans l'opération 1 500 hommes des brigades Guivati de la Haganah et Harel du Palmach.
La responsabilité du ravitaillement et de son acheminement est confiée à Dov Joseph qui doit rassembler 3 000 tonnes de denrées diverses représentant de quoi approvisionner pendant 3 mois les 100 000 Juifs de Jérusalem. Il réquisitionne pour cela les contenus des entrepôts de Tel-Aviv ainsi que 300 camions lourds qu'il rassemble à Kfar Bilou, un ancien camp britannique choisi comme centre de chargement. 
Le déclenchement de l'opération correspond à l'arrivée des premières armes (fusils, mitraillettes, mitrailleuses, mortiers mais pas encore d'armes lourdes) de Tchécoslovaquie. Le 1er avril, le Nora, un cargo affrété par Ehoud Avriel accoste à Tel-Aviv avec une importante cargaison clandestine d'armes.

## Chronologie
Le 2 avril, la brigade Guivati lance un raid de diversion sur les positions de Salameh près de Safarand, dans la région de Ramleh.
Dans la nuit du 2 au 3 avril, le 4e bataillon du Palmach, composé de 180 hommes prend le village de Qastel, sur la route de Jérusalem.
L'offensive prend son ampleur le 5 avril à 9 h avec l'engagement des 1 500 hommes répartis en 3 bataillons. Le premier bataillon occupe les villages arabes situés dans la zone de départ des convois. Le second bataillon s'attaque aux villages surplombant la route à partir de Bab el Oued[réf. nécessaire] mais ne parvient pas à prendre Beit Mahsir et Saris. Le premier convoi part cette nuit-là et arrive au petit matin à Jérusalem.
Le 6 avril, la Haganah occupe les villages au sud-ouest de Latroun (le site restant occupé par les Britanniques).
Le 7 avril à 10 h du soir, Abdel Kader Husseini, de retour de Damas, riposte en contre-attaquant Qastel avec une force initiale de 300 hommes. Le village est repris le 8 avril mais Abdel Kader Husseini est tué dans la bataille. Sa mort suscite le désarroi dans le camp palestinien. Le 9 avril, la position de Qastel n'est tenue que par une quarantaine d'hommes car la plupart sont partis assister aux funérailles de leur leader à Jérusalem. 2 compagnies du Palmach dirigées par David Eleazar reprennent alors le village et le rasent,.
Le 9 avril, le village de Deir Yassin est attaqué par des hommes de l'Irgoun et du Lehi. Ils massacrent 110 personnes dont une majorité de civils, femmes et enfants. Cet événement, qui est hors du cadre de l'opération Nahshon[réf. nécessaire], aura un rôle majeur sur l'exode palestinien qui est en train de prendre place[réf. nécessaire].
Le 11 avril, Qaluniya est pris par la Haganah.
Le 13 avril, un convoi médical juif se dirigeant vers l'hôpital Hadassah du mont Scopus à Jérusalem est attaqué par les Palestiniens. 79 personnes dont des médecins et infirmières, sont massacrés. Cet événement est une représaille à la suite du massacre de Deir Yassin.
À partir du 14 avril, ordre est donné aux hommes du Palmach et de la Haganah de « détruire et conquérir bases et forces ennemies ». Le 15 avril, l'ordre est donné d'annihiler et détruire Beit Suriq. Le 16 avril, Saris est pris et détruit. Le 20 avril, Khulda est rasé au bulldozer.
L'opération prend fin le 20 avril.

## Bilan
L'opération Nahshon a permis à 3 (ou 4) convois de ravitailler Jérusalem. Les objectifs ne sont pas atteints car seules 1 800 tonnes sur les 3000 prévues sont acheminées, soit de quoi « assumer deux mois d'un sévère rationnement ».
La perte du leader charismatique palestinien, Abdel Kader al-Husseini « bouleverse la stratégie et l'organisation arabes dans le secteur de Jérusalem ». Son successeur, Emil Ghouri change de tactique pour bloquer la ville. Au lieu de provoquer une série d'embuscades tout au long du parcours, il fait ériger le 20 avril un « énorme » barrage à Bab el Oued et Jérusalem est à nouveau isolée. Yoav Gelber le décrit néanmoins comme un politicien manquant de la moindre compétence ou expérience militaire. Enfin, la disparition d'Abdel Kader al-Husseini accentue encore les discordes dans le camp palestinien.
L'opération Nahshon montre également la très mauvaise organisation arabe palestinienne face à la guerre. Faute de logistique, notamment pour l'approvisionnement en nourriture et munitions, ils sont incapables de maintenir des combats plus de quelques heures en dehors de leurs bases permanentes.
Face aux événements, le Haut Comité arabe demande au commissaire Cunningham d'autoriser le retour du mufti, seul capable de redresser la situation. Malgré l'autorisation donnée, ce dernier ne se rend pas à Jérusalem. Sa chute de prestige ouvre la voie à l'expansion de l'influence de l'Armée de libération arabe et d'al-Qawuqji dans le secteur de Jérusalem.
À la suite de la mort d'Abdel Kader al-Husseini, le Comité militaire de la Ligue arabe ordonne alors à l'autre force arabe en Palestine, l'Armée de libération arabe de déplacer ses forces de Samarie vers la route de Jérusalem et les régions de Latroun, Lydda et Ramle.

### Documentation
Ouvrages principaux utilisés comme source dans la rédaction de l’article.
- Dominique Lapierre et Larry Collins, O Jérusalem, Robert Laffont, 1971,  (ISBN 2266106988)
- Yoav Gelber, Palestine 1948, Sussex Academic Press, Brighton, 2006,  (ISBN 1845190750)
- Ilan Pappé, La guerre de 1948 en Palestine, La fabrique éditions, 2000,  (ISBN 226404036X)
- Benny Morris, The Birth Of The Palestinian Refugee Problem Revisited, Cambridge University Press, 2003,  (ISBN 0521009677)

Liens internes
- Guerre civile de 1947-1948 en Palestine mandataire
- Abdel Kader al-Husseini
- Plan Daleth

Liens externes
- (en) Opération Nachshon, sur le site de la Jewish Virtual Library
- (en) Opération Nachshon sur le site www.israeli-weapons.com